# Winternitzova vila
Winternitzova vila je stavba v Praze na Smíchově, v ulici Na Cihlářce 10, dílo architekta Adolfa Loose a Karla Lhoty (ten je autorem všech prvků v interiéru). Podle interiérové barvy slonové kosti je nazývána též Béžová princezna. Je chráněna jako kulturní památka.

## Historie
Třípatrový dům byl vystavěn v letech 1931–1932 pro právníka JUDr. Josefa Winternitze, jehož rodina (manželka Jenny, dcera Suzan a syn Petr) v ní bydlela do roku 1941. Způsob členění vnitřního prostoru vily (tzv. raumplan) je charakteristický pro architekta Adolfa Loose, který je autorem i proslulé Müllerovy vily. Winternitzova vila byla posledním jeho realizovaným projektem. Hlavním prostorem domu byla obytná hala. Na ni navazovala ve zvýšené úrovni jídelna a menší obytný pokoj. První patro vily sloužilo jako soukromý prostor rodiny. Druhé patro a suterén obývalo služebnictvo. V roce 1941 Winternitzova rodina byla odvedena do Osvětimi a vilu zabral vystěhovalecký fond (Auswanderungsfond für Böhmen und Mähren). V koncentračním táboře byli Josef Winternitz a jeho syn Petr zavražděni v plynové komoře. Jenny a Suzanne, které přežily, se po druhé světové válce snažily získat vilu zpět. V roce 1943 ji od vystěhovaleckého fondu získalo město Praha a ještě za druhé světové války v ní zřídilo školku (mateřinku). Ta zde vydržela do roku 1997. V roce 1948 byla sice budova rodině vrácena, ta v ní však školku ponechala a v roce 1956 budovu darovala státu, protože nemohla splatit milionářskou daň. V roce 1991 požádala rodina o restituci a v roce 1997 ji získala. V roce 2012 dům spoluvlastnili Helena Kučerová, Dagmar Spudichová, Jiří Cysař a Stanislav Cysař, jejichž matkou byla Suzana Winternitzová provdaná Cysařová, později Kochannyová († 1991). K roku 2017 je vlastníkem Winternitzův pravnuk David Cysař.
Ač je vila soukromým majetkem, v roce 1999 se v ní konala akce s názvem Díra nedíra. Od roku 1999 zde probíhala tříletá rekonstrukce, jejímž cílem bylo uvést vilu do původního stavu poplatného 30. létům 20. století. Na této rekonstrukci (ukončené v roce 2002) se podíleli architekti Zdeněk Lukeš a Karel Ksandr, kteří zároveň pracovali i na opravě Loosovy Müllerovy vily v pražských Střešovicích. Na práce přispělo dotací i město Praha. Vlastníci ji pronajímají firmám či soukromým subjektům, pro filmařské či fotografické účely i k bydlení. V mezičase, kdy vila nebyla obsazena, byla v roce 2012 opět zpřístupněna k akci nazvané Ve vile. Veřejnosti pak byla znovu na týden zpřístupněna v únoru 2017 (Ve vile 2017).
Velký zájem o tuto akci se stal impulzem k uvažovanému trvalému zpřístupnění vily, kde má vzniknout galerie pro konání výstav se zaměřením na umění a architekturu s expozicí věnovanou Adolfu Loosovi. V prostorách vily má být možné pořádat různé společenské akce (swingové tančírny, firemní večírky, svatby a podobně) včetně zážitkového ubytování v jednom z pokojů.
V rámci Dne architektury v Praze byla Winternitzova vila přístupná veřejnosti dne 4. října 2020 a to jako součást připomenutí osoby Adolfa Loose, od jehož narození v Brně uplynulo 10. prosince roku 2020 rovných 150 let.
Vila je zapsána v katalogu moderní architektury Iconic Houses, který sdružuje mimořádná díla světových architektů, architektonicky významné domy, domy umělců a ateliéry z 20. století přístupné veřejnosti jako domovní muzea.